# 桂萼
桂萼（1478年—1531年），字子實，號見山、古山，江西承宣布政使司饒州府安仁縣（今江西省餘江縣）人。明朝政治人物。正德年间進士，官至吏部尚書、武英殿大學士。

## 生平
正德二年（1507年），桂萼中式丁卯科江西鄉試丁卯科江西乡试第十九名举人，正德六年（1511年）登辛未科会试326名，三甲62名進士，歴丹徒、武康、成安等縣知县，屢忤長官，抑制豪强，政绩颇著。
嘉靖元年（1522年），由成安縣知县迁南京刑部主事。嘉靖二年（1523年）十一月，爆發大禮議事件，桂萼上疏请斥逐杨廷和，并率先與張璁支持明世宗立生父為皇考。嘉靖四年（1525年）升任詹事，仍兼翰林学士，因為屢次支持世宗，而受到廷臣反對，其與張璁接連成功彈劾費宏與石珤等人。此後屢次被給事中彈劾，但仍然留用，他亦請求世宗開言路并懲治奸臣浪費等，得到實行。
嘉靖六年（1527年）三月，晋升為禮部右侍郎，仍然兼翰林學士。同年九月，改吏部左侍郎，又升礼部尚书兼翰林学士，明代尚书兼学士自桂萼始。嘉靖七年（1528年）正月，加太子太保。《明倫大典》書成后，加少保兼太子太傅，之後接連彈劾不依附其的官員。嘉靖八年（1529年）以本官兼武英殿大學士，入內閣參贊機務。其升迁之速，史上罕見。同年八月，因恐被彈劾，自请退休，同年九月复奉召回京，帝赞為“俊彦宿学”，赐银质印章两方，一刻“忠诚敬慎”；另一镌“绳愆匡违”。嘉靖十年（1531年）正月以疾歸，八月卒於家中，葬于安仁七都杨源塘（今锦江镇铁山山底邱家村），清同治年间尚存有墓志铭。追赐太傅，谥文襄。

## 著作
著有《历代地理指掌》、《明舆地指掌图》、《桂文襄公奏议》。

## 家族
曾祖桂珍，旌表義民。祖父桂俊。父桂暤。母倪氏。慈侍下。兄桂華，字子朴，號古山，正德八年癸酉科舉人，有古山先生集二十卷。